# Alexis River
Der Alexis River ist ein ca. 125 km langer Zufluss der Labradorsee im Südosten der Labrador-Halbinsel in der kanadischen Provinz Neufundland und Labrador. Er ist der drittgrößte Fluss im südlichen Labrador.

## Flusslauf
Das Quellgebiet des Alexis River befindet sich 113 km nördlich von Rivière-Saint-Paul. Das Quellgebiet des weiter südlich verlaufenden St. Lewis River befindet sich lediglich 10 km weiter südöstlich. Den Ursprung des Alexis River bildet ein namenloser See auf einer Höhe von 450 m. Der Alexis River fließt in östlicher Richtung. Bei Flusskilometer 100 vereinigt er sich mit einem größeren linken Nebenfluss. Der Alexis River mündet schließlich in das obere Ende der Alexis Bay, eine 48 km lange Bucht an der östlichen Labradorküste. Die Ortschaft Port Hope Simpson befindet sich 8 km östlich der Mündung am Südufer der Alexis Bay.

## Hydrologie
Der Alexis River entwässert ein Areal von 3160 km². Der mittlere Abfluss 38 km oberhalb der Mündung liegt bei 52,4 m³/s. Der Fluss führt am Pegel gewöhnlich im Mai die größten Wassermengen mit im Mittel 217 m³/s.

## Flussfauna
Im Alexis River kommt der Atlantische Lachs sowie die anadrome und nicht-anadrome Form des Bachsaiblings vor. Bei Flusskilometer 37,5 blockiert ein 3 Meter hoher Wasserfall die Wanderfische.